# Garland Wilson
Garland Wilson, né le 13 juin 1909 à Martinsburg (Virginie-Occidentale) et mort le 31 mai 1954 à Neuilly-sur-Seine, est un pianiste de jazz américain.

## Carrière
Après des études à l'université Howard à Washington, il débute dans des clubs à New York en 1931 puis part pour l'Europe avec Nina Mae McKinney une chanteuse-comédienne qui a joué dans Hallelujah de King Vidor. Il enregistre des faces à Paris, Londres durant cette décennie notamment avec Nat Gonella puis en novembre 1935 avec Jean Sablon et Django Reinhardt et deux faces en 1938 avec Michel Warlop.
Il retourne aux États-Unis en 1939 puis revient en France en 1951 où il reste jusqu'à sa mort en 1954.

## Discographie
Garland Wilson the chronological 1931-1938, vol. 808, Classics

## Source
- André Clergeat, Philippe Carles, Dictionnaire du jazz, Bouquins/Laffont, 1990, p. 1097.